# Kanchanadit (huyện)
Kanchanadit (tiếng Thái: กาญจนดิษฐ์) là một huyện (amphoe) ở tỉnh Surat Thani của Thái Lan.

## Địa lý
Huyện nằm ở phía đông tỉnh. Phía nam và phía tây là dãy núi Nakhon Si Thammarat. Vườn quốc gia Tai Rom Yen đã được lập ngày 31 tháng 12 năm 1991.
Các huyện giáp ranh (từ phía đông theo chiều kim đồng hồ) là: Don Sak, Sichon và Nopphitam của tỉnh Nakhon Si Thammarat, Ban Na San và Mueang Surat Thani.

## Hành chính

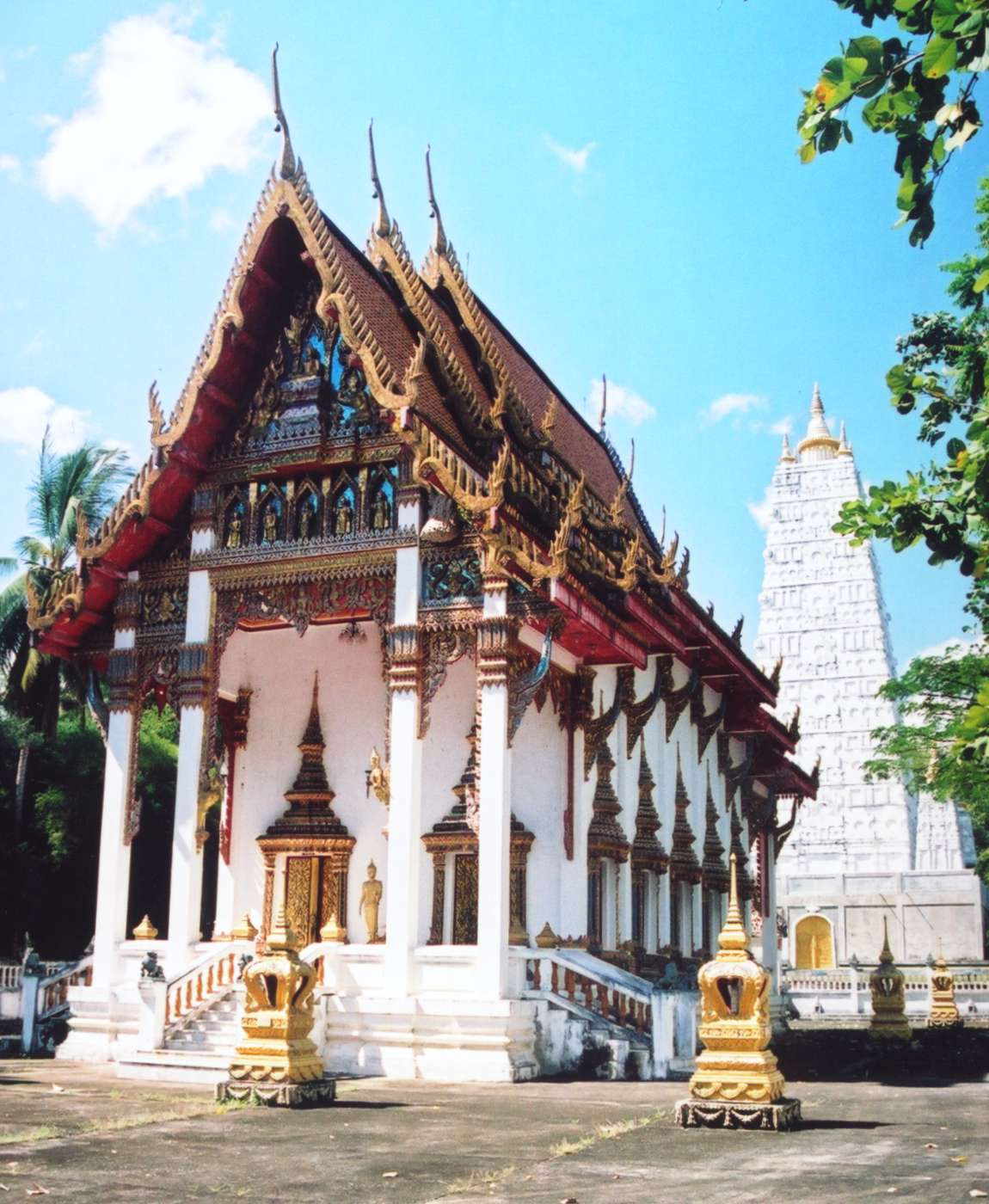
Wat Pha Na Tuayang

Huyện Kanchanadit được chia ra 13 xã (tambon). Các đơn vị này lại được chia ra thành 117 làng (muban). Có ba đô thị trực thuộc xã (thesaban tambon). Kanchanadit nằm trên toàn bộ tambon Ka Dae, Tha Thong Mai nằm trên một phần của tambon Tha Thong Mai, còn Chang Sai nằm trên toàn bộ tambon Chang Sai. Có 11 đơn vị quản lý mỗi tambon, trừ Ka Dae và Chang Sai được quản lý bởi thesaban tambon.
| \| STT. \| Tên \| Tên Thái \| Số làng \| Dân số \| \| \| ---- \| ------------- \| --------- \| ------- \| ------ \| \| \| 1. \| Tha Thong Mai \| ท่าทองใหม่ \| 5 \| 9.511 \| \| \| 2. \| Tha Thong \| ท่าทอง \| 9 \| 5.686 \| \| \| 3. \| Kadae \| กะแดะ \| 9 \| 9.423 \| \| \| 4. \| Thung Kong \| ทุ่งกง \| 5 \| 4.863 \| \| \| 5. \| Krut \| กรูด \| 10 \| 8.837 \| \| \| 6. \| Chang Sai \| ช้างซ้าย \| 12 \| 9.814 \| \| \| 7. \| Phlai Wat \| พลายวาส \| 9 \| 6.491 \| \| \| 8. \| Pa Ron \| ป่าร่อน \| 7 \| 6.664 \| \| \| 9. \| Takhian Thong \| ตะเคียนทอง \| 7 \| 6.405 \| \| \| 10. \| Chang Khwa \| ช้างขวา \| 14 \| 9.504 \| \| \| 11. \| Tha U-thae \| ท่าอุแท \| 13 \| 9.966 \| \| \| 12. \| Thung Rang \| ทุ่งรัง \| 5 \| 3.931 \| \| \| 13. \| Khlong Sa \| คลองสระ \| 10 \| 5.452 \| \| |               |           |         |        |  |
| STT. | Tên           | Tên Thái  | Số làng | Dân số |  |
| 1. | Tha Thong Mai | ท่าทองใหม่  | 5       | 9.511  |  |
| 2. | Tha Thong     | ท่าทอง     | 9       | 5.686  |  |
| 3. | Kadae         | กะแดะ     | 9       | 9.423  |  |
| 4. | Thung Kong    | ทุ่งกง      | 5       | 4.863  |  |
| 5. | Krut          | กรูด       | 10      | 8.837  |  |
| 6. | Chang Sai     | ช้างซ้าย    | 12      | 9.814  |  |
| 7. | Phlai Wat     | พลายวาส   | 9       | 6.491  |  |
| 8. | Pa Ron        | ป่าร่อน     | 7       | 6.664  |  |
| 9. | Takhian Thong | ตะเคียนทอง | 7       | 6.405  |  |
| 10. | Chang Khwa    | ช้างขวา    | 14      | 9.504  |  |
| 11. | Tha U-thae    | ท่าอุแท     | 13      | 9.966  |  |
| 12. | Thung Rang    | ทุ่งรัง      | 5       | 3.931  |  |
| 13. | Khlong Sa     | คลองสระ   | 10      | 5.452  |  |